# Elliotomyia viridicauda
El colibrí blanquiverde, amazilia blanquiverde, diamante blanco y verde o colibrí verde y blanco  (Elliotomyia viridicauda) es una especie de ave apodiforme de la familia Trochilidae —los colibríes— una de las dos pertenecientes al género Elliotomyia, anteriormente incluida en el género  Amazilia . Es endémica de Perú.

## Distribución y hábitat
Se distribuye por la vertiente oriental de los Andes de Perú, desde el sur de Huánuco hacia el sur, localmente, hasta Cuzco.
Esta especie es bastante común en su limitado hábitat de bordes de bosque, claros y crecimientos secundarios en la zona subtropical húmeda entre 1000 y 2500 m de altitud.

## Sistemática

### Descripción original
La especie E. viridicauda fue descrita por primera vez por el ornitólogo alemán Hans von Berlepsch en 1883 bajo el nombre científico Leucippus viridicauda; su localidad tipo es: «Hiuro, 4800 pies, Perú».

### Etimología
El nombre genérico femenino Elliotomyia conmemora al ornitólogo estadounidense Daniel Giraud Elliot (1835-1915), combinado con la palabra del griego «μυια muia, μυιας muias» que significa ‘mosca’; en ornitología myia y myias significan ‘muy pequeño’, ‘aves del tamaño de una mosca’. El nombre de la especie «viridicauda» se compone de las palabras del latín «viridis» que significa ‘verde’ y «cauda» que significa ‘cola’.

### Taxonomía
Las presente especie y Elliotomyia chionogaster estuvieron colocadas en el género Leucippus y en Amazilia. Los estudios filogenéticos de McGuire et al. (2014) demostraron que el género Amazilia era altamente polifilético y que las dos especies están estrechamente relacionadas entre sí y no son parientes próximas de Amazilia «sensu-stricto» ni de Leucippus. En la clasificación propuesta para resolver la polifilia del género, Stiles et al. (2017) propusieron un nuevo género Elliotia, para albergar estas dos especies, lo que fue reconocido por el por el Comité de Clasificación de Sudamérica (SACC) en la Propuesta N.º 781. Sin embargo, posteriormente se descubrió que el nombre Elliotia estaba pre-ocupado por un género de coleópteros y se propuso un nuevo nombre Elliotomyia, que fue reconocido en la Propuesta N.º 877 al SACC.
Es monotípica.